# 다카노 고지
다카노 고지(일본어: 高野 光司, 1992년 12월 23일 ~ )는 일본의 전 축구 선수이다.

## 구단 경력
과거 도쿄 베르디, 기라반츠 기타큐슈, FC 마치다 젤비아, 아술 클라로 누마즈, 가고시마 유나이티드 FC에서 활동하였다.

## 국가대표팀 경력
그는 2009년 FIFA U-17 월드컵에 참가할 일본 U-17 국가대표팀에 발탁되었으며, 1경기에 출전했다.